# 狭隘道路
狭隘道路（きょうあいどうろ）とは、法律上の定義はないが、行政（都道府県・市町村）が使用する場合は、主に幅員4m未満の2項道路を指す。国土交通省の補助事業（狭あい道路整備等促進事業）では、建築基準法第42条第2項・第3項の指定を受けた道路（2項道路・3項道路）、未指定の通路などを狭あい道路としている。自治体によっては細街路とも呼ぶ。
狭隘道路では、自治体の支援で拡幅が行われたり、狭隘道路そのものを避けるようにバイパスを建設することもある。
バス路線のうち、対面交通の難しい区間などを狭隘路線と呼ぶことがあり、江戸時代からある道路が、明治時代にそのまま国道や県道指定され、その後バス路線が開通しバスが大型化され狭隘路線となる。

## 消防・救急活動への影響
狭隘道路の場合、火災発生時や、救急活動時に緊急車両が進入できず消火活動への遅れによる延焼拡大や、傷病者の搬送に時間を要する。
全国の消防では、狭隘道路での救急要請を覚知した場合、救急車だけでなく消防車を同時に出場させる「PA連携」で対応することになっている。搬送路狭隘のために、救急隊のみでの活動が困難な場合、消防隊1隊を同時に出場させ、活動の支援を行う。
また、塀などの倒壊による災害時の避難の障害や、火災の延焼拡大の可能性もある。狭隘道路の拡幅は、喫緊の課題であるとしている。

## 狭あい道路拡幅整備事業
日本では平成の代から狭あい道路の解消にむけて全国各地で行われている。例えば横浜市では1997年（平成9年）に「横浜市狭あい道路の整備の促進に関する条例」を制定。同条例で整備促進路線を定め、路線に接した敷地を対象としている。以降全国各都市で条例が定められて、こうした条例により狭あい道路の拡幅整備事業を進めている。
国土交通省においては、2009年度に「狭あい道路整備等促進事業」を創設する。2010年度以降は社会資本整備総合交付金の基幹事業として地方公共団体が行う道路の情報整備と拡幅整備に対する支援を行うこととなった。さらに2019年度予算において、事業期間が狭あい道路の情報整備については2022年度末まで、拡幅整備については2024年末まで延長された。これを踏まえて地方公共団体における事業の活用状況を把握して一層の取組を推進することを目的として、国土交通省が公益財団法人日本住宅総合センターの協力で実態調査を実施してさらに「狭あい道路解消のための拡幅整備事業における優良事例の調査」で取組事例をとりまとめている。
狭あい道路拡幅整備事業の対象は、各自治体・地域で相違があるので詳細については当該自治体等の窓口に問い合わせが必要であるが、おおむね当該地の条例で定められた路線、建築基準法第42条第2項の規定により特定行政庁が指定した道路、建築基準法第42条第1項第5号の規定により特定行政庁から、その位置の指定を受けた道路などが該当する。その他は各自治体等の条件による。建築の新築などの開発等がなくても、公道で2項道路のうち境界が確定しており、その境界が現況と一致している道路であれば、狭あい道路拡幅整備事業の対象とすることが可能であることが多い。東京都であれば、東京都建築安全条例第2条の規定により、道路に隅切りを設ける必要があるため、角敷地部分に該当する敷地は、事業の対象になる。
一般には2項道路や条例により指定されている道に接する土地、現況幅員が指定幅員に満たない位置指定道路に面して建築行為（新築、改築等）を行うときは、建築確認申請等の手続を行う際、申請の前に「狭あい協議」が必要となる。
狭あい道路拡幅に際し整備協議や後退用地等無償貸与などで用意する申請書類はおおむね次のとおり。
（1) 協議申請書 - 正・副, それぞれ1部

（2) 委任状（代理人に手続きを委任する場合：１部

（3) 申請地の案内図（ベースの図面は指定される場合もある）：正・副各１部添付

（4) 配置図・現況図等協議範囲の分かる図面：正・副各１部添付

（5) 協議承諾書：１部（申請者と土地所有者が異なる場合や申請者と共有名義の所有者が他にいる場合に添付が必要）

売買により登記中の場合は、売買契約書の写し等を、既に宅地造成等規制法の検査済証の交付を受けている場合は、許可図面（造成計画平面図、擁壁配置図）を添付の必要もある。
通常、申請書や委任状、添付文書などの雛形は、申請自治体が開設するウェブサイトで取得が可能。また配置図・現況図等の図面記載例や図に示す必要事項の詳細解説なども取得が可能である。